# Rebelia macedonica
Rebelia macedonica is een vlinder uit de familie zakjesdragers (Psychidae). De wetenschappelijke naam van deze soort is voor het eerst geldig gepubliceerd in 1956 door Pinker.
De soort komt voor in Europa.